# Tim Klinger
Tim Klinger (* 22. September 1984 in Wuppertal) ist ein ehemaliger deutscher Radrennfahrer.
Nachdem Klinger 2004 eine Etappe der Tour de Moselle gewonnen hatte, begann seine internationale Karriere 2005 beim Team Sparkasse. Von 2007 bis 2008 ging er für das UCI ProTeam Gerolsteiner an den Start und bestritt mit dem Giro d’Italia 2007 seine erste große Landesrundfahrt, konnte das Rennen jedoch nicht beenden. Die anschließende Vuelta a España 2007 beendete er als 100. der Gesamtwertung.
Klinger beendete seine Radsportkarriere wegen anhaltender Kniebeschwerden nach Ablauf der Saison 2008. Anschließend absolvierte er eine Pilotenausbildung und arbeitete als Pilot bei Condor. Zudem arbeitete er aushilfsweise als Sportlicher Leiter beim Team Seven Stones.

## Erfolge
2004
- eine Etappe Tour de Moselle

## Teams
- 2005 Team Sparkasse
- 2006 Team Wiesenhof-Akud
- 2007 Team Gerolsteiner
- 2008 Team Gerolsteiner
- 2009 Vorarlberg-Corratec (bis 04.02.)